# 올랭피크 리옹
올랭피크 리옹으로도 알려진 올랭피크 리오네(프랑스어: Olympique Lyonnais, 프랑스어 발음: [ɔlɛ̃pik ljɔnɛ])는 오베르뉴-론-알프 지방 리옹을 연고로 하는 프랑스의 프로 축구단이다. 1950년에 창단되었으며 현재 프랑스 축구 1부 리그인 리그 1에 소속되어 있다. 리옹(프랑스어: Lyon, 프랑스어 발음: [ljɔ̃]), OL(프랑스어: OL 오엘[*])이라는 약칭을 가지고 있다.
2002년에 처음으로 리그 1 우승을 달성했고 리그 1 2007-08시즌까지 7연속 리그 우승을 달성하며 프랑스 리그 최다 연속 우승 기록을 가지고 있다. 리그 외에도 2024년 11월 기준으로 트로페 데 샹피옹 8회, 쿠프 드 프랑스 5회, 그리고 리그 2 3회 우승을 달성했다. 2024년 11월 기준으로 UEFA 챔피언스리그에 17시즌 참가하였고, 2009-10시즌에 구단 역사상 첫 챔피언스리그 4강 진출에 성공했고 10년 뒤 2019-20시즌에 챔피언스리그 4강에 올랐다.
올랭피크 리옹은 1998년부터 2008년까지 존재했던 유럽 정상급 구단들의 모임인 G-14의 회원이었으며 유럽 클럽 협회의 창립 회원이기도 하다. 리옹 교외의 데신샤르피외에 있는 59,186석의 경기장 파르크 올랭피크 리요네에서 홈경기를 가지며 구단의 색상은 하양, 빨강과 파랑이다. 구단의 별칭인 "레 고네(프랑코프로방스어: Les Gones)"는 '아이들'을 의미하는 프랑코프로방스어 방언이며 인근에 있는 구단 AS 생테티엔과 데르비 론알프로 불리는 라이벌 관계를 가지고 있다.
올랭피크 리옹은 프랑스에서 파리 생제르맹과 마르세유와 함께 프랑스에서 서포터들이 두터운 구단들 중 하나이다. 1987년 장미셸 올라스가 구단주가 되었고 2022년 10월 미국의 사업가 존 텍스터가 올라스로부터 구단의 지분을 인수하며 새로운 구단주가 되었다.

## 역사

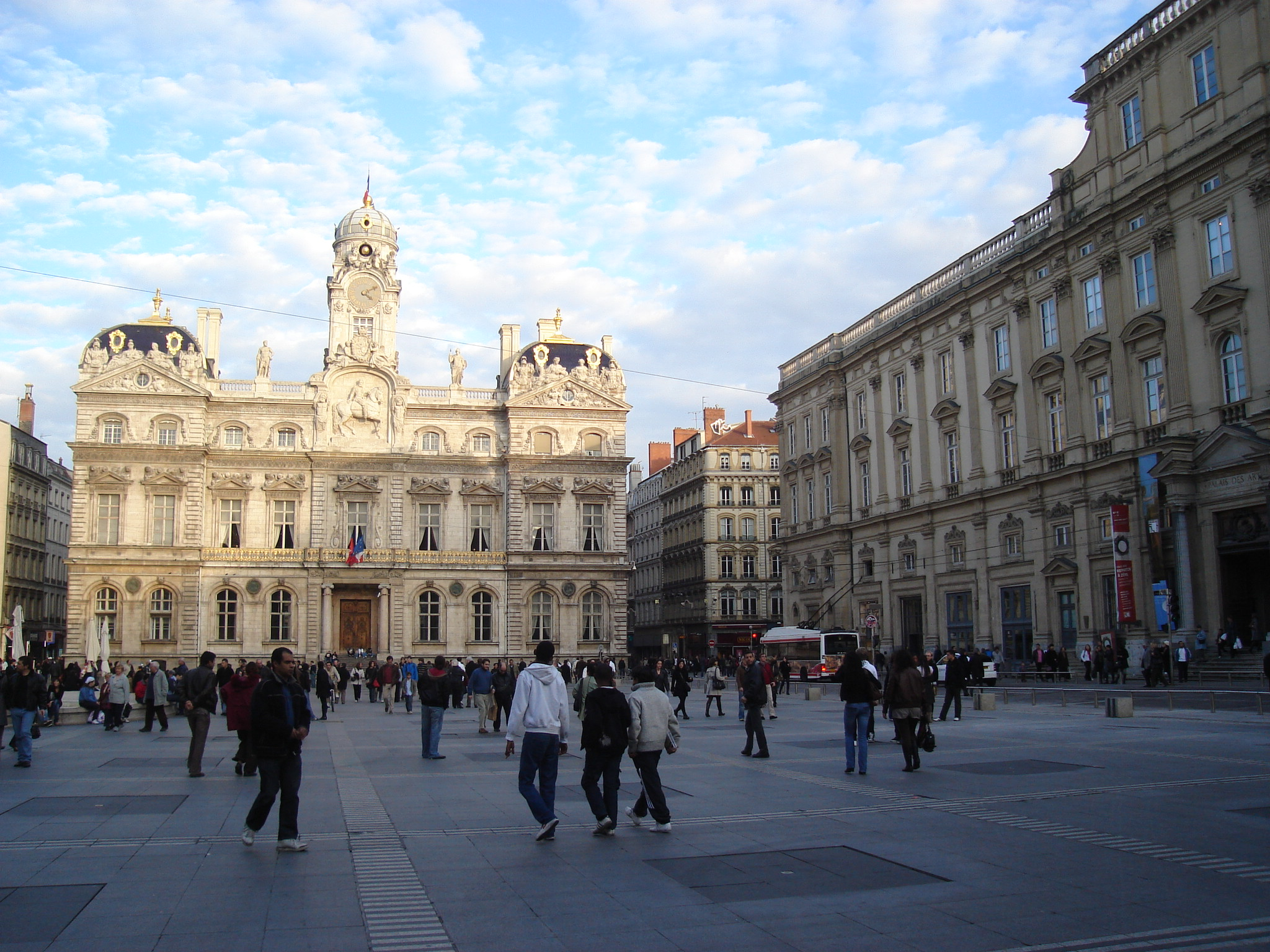
테로 광장은 리옹의 우승 뒤풀이 장소이다.

올랭피크 리옹은 종합 스포츠 구단인 리옹 올랭피크 위니베르시테르의 산하 구단으로 1896년에 라싱 클뤼브 드 리옹(Racing Club de Lyon)의 명칭으로 창단했다. 구단 내 아마추어와 프로 회원들 간의 불화로 인해, 당시 감독이었던 펠리스 루오와 그의 지지자는 독립하여 자체 구단을 창단하게 되었다. 1950년 8월 3일, 루오의 계획은 알베르 트리야 박사를 비롯한 다수가 올랭피크 리옹를 창단하면서 결실을 맺었다. 구단의 초대 감독은 오스카르 에세레르로, 1950년 8월 26일에 3,000명의 관중 앞에서 파리-샤랑통과 경기를 펼쳐 3-0으로 이겼다. 구단 창단 2년차, 리옹은 2부 리그 우승을 차지해 1부 리그 승격의 업적을 이룩했다. 이후 10여 년 동안 리옹은 1953-54 시즌에 2부 리그로 내려간 것을 제외하고는 1부 리그에 잔류했다.
리옹은 1960년대와 1970년대에 나름의 성공을 거두었는데, 플뢰리 디 나요, 네스토르 콩뱅, 세르주 시에사, 베르나르 라콩브, 그리고 장 조르카에프가 당시 주축 선수들이었다. 뤼시앙 자세롱 감독의 지휘 하에 리옹은 1963-64 시즌에 보르도를 2-0으로 꺾고 사상 첫 쿠프 드 프랑스 우승을 거두었다. 구단은 자세롱 감독의 지휘 하에 1965-66 시즌까지 준수한 활약을 펼쳤는데, 마지막 시즌에 리그를 16위로 마감하면서 자세롱 감독은 지휘봉을 내려놓았다. 그의 후임 루이 온은 1966-67 시즌에 소쇼를 3-1로 이기고 통산 2번째 쿠프 드 프랑스 우승으로 이끌었다. 1970년대에 리옹을 이끈 지도자는 리옹의 전설적인 선수였던 에메 미뇨였다. 미뇨 감독의 임기에는 리옹이 1972-73 시즌에 낭트를 2-1로 이기고 3번째 쿠프 드 프랑스 우승을 거두었다.
1987년 6월, 론 주의 유명 사업가 장-미셸 올라스가 리옹을 인수하고 구단을 리그 1의 강호로 변모시켰다. 그의 야심찬 OL - 유럽 프로젝트는 구단을 4년 안에 유럽대항전에서 경쟁력 있는 구단으로 거듭나고 리그 1의 무대에 복귀하는 것이었다. 올라스의 구단 인수 이후 지휘봉을 잡은 첫 감독은 레몽 도메네크였다. 야심만만한 회장은 도메네크 감독에게 백지수표를 건네면서 1부 리그로 승격시키에 적절한 선수로 마음껏 영입할 수 있도록 주문했다. 결국 도메네크의 임기 1년차에 1부 리그 복귀에 성공했다. 리옹은 도메네크의 임기에 천정으로 치솟았는데, UEFA컵 진출권을 획득했다. 그러나, 도메네크의 리옹은 이후의 시기에 기대 이해의 행보를 보였다. 도메네크의 후임은 프랑스 국가대표 선수였던 장 티가나가 맡게 되었고, 티가나 감독은 1994-95 시즌에 리그 준우승의 인상적인 성적을 거두었다.
새천년이 밝으면서, 리옹은 프랑스 축구계에서 더 큰 성공을 맛보았다. 구단은 프랑스 축구 정점에 올랐는데, 오랜 기간 프랑스 축구를 양분하던 마르세유와 파리 생제르맹을 제치고 2000년대 초반의 축구사 한쪽을 장식했다. 리옹은 기대주를 양성하는 것으로 널리 알려졌고, 프랑스는 물론 국제 및 해외 무대에도 명성을 떨치기 시작했다. 마이클 에시엔, 플로랑 말루다, 시드네 고부, 주니뉴, 크리스, 에리크 아비달, 마하마두 디아라, 파트리크 뮐러, 그리고 카림 벤제마가 리옹을 이 시기에 거친 유명 선수들이었다. 리옹은 2002년에 사상 첫 리그 1 우승을 거두었고, 이어서 프랑스 역대 최다인 7연속 리그 우승의 대기록을 썼다. 이 기간에 리옹은 2008년 쿠프 드 프랑스와 사상 첫 쿠프 드 라 리그 우승도 거두었고, 역대 최다인 6번의 트로페 데 샹피옹 우승도 거두었다. 구단은 UEFA 유럽대항전에서도 우수한 성적을 냈는데, UEFA 챔피언스리그에서 8강에 3번 오르고 2010년에는 대회 4강까지 올랐다. 리옹의 프랑스 축구 전성기는 2008-09 시즌에 리그 정상을 보르도에 내주면서 끝이 났다.
OL은 축구 외의 영역에도 사업을 뻗치기 시작했다. OL은 중국에 E스포츠단을 운영하고 있으며, 2019년에는 인근 ASVEL 농구단의 소규모 지분을 사들였는데, 남자부의 25%의 지분과 여자부의 10% 지분을 매입했다.
그 후로, OL은 2019년 12월에는 미국 내셔널 위민스 사커 리그 축구단 레인 FC의 89.5%의 지분을 매입하겠다고 발표했다. 매입 절차는 2020년 1월 NWSL 사무국의 승인으로 마무리되었다. 몇 주 후, OL은 레인 FC를 OL 레인으로 명칭을 바꾸었다고 발표했다.
2019-20 시즌, 리옹은 시즌을 부진하게 시작했는데, 결국 리그가 코로나 사태 발생으로 조기에 종료되면서 리그를 7위로 마쳤다. 리옹은 쿠프 드 라 리그 결승에도 올랐지만, 승부차기 끝에 파리 생제르맹에 5-6으로 패하였다. 그 결과, 리옹은 24년 만에 처음으로 유럽대항전 진출에 실패하게 되었다. 그러나, UEFA 챔피언스리그에서는 훨씬 좋은 성적을 거두었는데, 대회 16강에서 유벤투스, 8강에서 맨체스터 시티를 제치고 10년 만에 처음으로 대회 4강에 올랐다. 그러나 이번에도 바이에른 뮌헨에게 3-0으로 패하면서 사상 첫 결승 진출이 무산되었다.
2024년 11월 15일, 프랑스 축구의 재정 감시 기관인 프랑스 국가 재정 관리 감독청(DNCG)은 리옹을 2024–25 시즌이 끝나고 잠정 강등한다고 밝혔으며, 또한 연봉 상한선과 영입 금지 조치를 부과했다. 리옹의 불안한 재정 구조로 인해 매년 늘어가는 부채가 4억 5800만 유로에서 5억 800만 유로까지 증가했으며, 구단주인 존 텍스토르는 DNCG와의 소명 자리에서 리옹이 이글 풋볼 그룹 포트폴리오의 일부인 브라질의 보타포고 선수들과 프리미어리그 팀 크리스탈 팰리스의 지분 45%를 매각하여 재정 균형을 맞출 수 있을 것이라고 말한 것으로 알려졌다.

## 소유 및 재정
올랭피크 리옹의 구단주는 론 주의 유력 사업가 장-미셸 올라스로, 1987년 6월 15일에 구단을 인수하였다. 그는 유럽 지역 정보 처리사(CEGID, Compagnie Européenne de Gestion par l'Informatique Décentralisée)의 설립자이자 CEO이다. 구단의 부채를 청산한 올라스 회장은 구단의 경영 체질을 개선하였고, 20여 년에 걸쳐서 재정적 기반을 쌓아올렸으며, 리옹은 2부 리그의 변방 구단을 세계에서 손꼽히는 부자 구단으로 탈바꿈하였다. 그러나, 올라스 회장은 반대측으로부터 구단 운영을 기업 경영 방식으로만 한다는 비판의 목소리도 있다. 구단은 현재 유럽 주식 시장에 OL그룹(OL Groupe)으로 등재되어 있는데, 유로넥스트 등록 약칭은 OLG이다.
2008년 4월 28일, 포브스 경영지는 리옹을 세계에서 13번째로 가치있는 구단으로 순위를 매겼다. 구단의 가치는 €275.6M($408M)인데, 이는 부채를 제외한 수치이다. 2009년 2월, 리옹은 딜로이트 풋볼 머니 리그에서 12위의 순위에 올랐는데, 2007-08 시즌의 연이윤이 €155.7M인 것으로 나왔는데, 이윤 측면에서 손꼽히는 순위에 오른 것이었다.
2016년, 중국의 개인 주주가 올랭피크 리옹 그룹의 지분 20%를 €100M에 매입하였다. 재정은 IDG 캐피털 파트너스가 맡는다.
올라스는 유럽의 축구단을 대표하는 단체인 유럽 클럽 협회의 정상들 중 한 명이다. 그는 이제 해체되어 사라진 G-14의 마지막 회장을 역임하기도 했다.

### 운영진
2018년 10월 1일 기준.
| 구단 운영진 | 구단 운영진         |
| --- | ------------------- |
| \| 회장 및 총수 \| 장-미셸 올라스 \| \| 총괄 매니저 \| 티에리 소바주 \| \| 단장 \| 주니뉴 페르남부카누 \| \| 스카웃 단장 \| 플로리앙 모리스 \| \| 상업 단장 \| 올리비에 베르나르도 \| \| 마케팅 단장 \| 디디에 케르마레크 \| \| 보안 단장 \| 아니 살라댕 \| \| 특수 운영 단장 \| 마티외 지로 \| \| 특수 조언가 \| 베르나르 라콩브 \| |                     |
| 회장 및 총수 | 장-미셸 올라스      |
| 총괄 매니저 | 티에리 소바주       |
| 단장 | 주니뉴 페르남부카누 |
| 스카웃 단장 | 플로리앙 모리스     |
| 상업 단장 | 올리비에 베르나르도 |
| 마케팅 단장 | 디디에 케르마레크   |
| 보안 단장 | 아니 살라댕         |
| 특수 운영 단장 | 마티외 지로         |
| 특수 조언가 | 베르나르 라콩브     |

## 경기장
올랭피크 리옹는 창단 원년인 1950년을 기점으로 제를랑 경기장에서 안방 경기를 치렀다. 1910년, 에두아르 에리오 리옹 시장은 시내에 육상 트랙과 경륜장이 딸려 있는 스포츠 경기장을 지을 생각을 고안해냈다. 1912년, 경기장의 신축이 승인되어 지역 건축가 토니 가르니에르가 경기장의 설계 밑 건설 감독을 하게 되었다. 이 구장은 1914년에 착공하여 1914년 국제 박람회 전에 완공될 것으로 예상되었다. 그러나, 제1차 세계 대전이 발발하면서, 건설은 일시적으로 중단되었고, 이 프로젝트는 몇 년 뒤 재개되어 1919년에 마무리를 지었다. 1920년, 경기장이 공식적으로 개장하였다. 1926년 제를랑 경기장의 개장식은 에리오 시장이 주관하게 되었다.
올랭피크 리옹는 1950년부터 2016년까지 제를랑에서 안방 경기를 치렀다. 본래 경기장에는 사이클링 경기 목적으로 경륜장을 설비하였지만, 수용 인원을 50,000명으로 늘리기 위해 제거되었다. 1984년, 르네 가기 건축가가 제를랑 경기장에 약간 손을 보았다. 재단장을 통해 장 부앵과 장 조레 스탠드가 새로 세워졌다. 1998년 FIFA 월드컵을 앞두고 FIFA 규정에 맞추어 국제 경기를 치를 만한 경기장으로 재단장할 필요가 또 생기면서, 전좌석 경기장으로 개조되었다. 북쪽 및 남쪽의 장 조레와 장 부앵 스탠드는 재단장 과정에서 완전히 철거되었고, 경륜장을 철거하면서도 남겼던 육상 트랙도 없어졌다. 이번 재단장을 지휘한 건축 감독은 알베르 콩스탕탱이었다. 제를랑 경기장은 재단장을 거치면서 최대 수용 인원이 40,500명으로 감소했다.
2008년 9월 1일, 장-미셸 올라스 올랭피크 리옹 회장은 60,000석짜리 신구장을 건립할 계획을 발표했는데, 당시 프로젝트를 OL 랑(OL Land)으로 지칭하였는데, 리옹의 교외인 데신-샤르피외의 50헥타르 부지에 건립하는 것으로 결정했다. 신구장은 최첨단 스포츠 시설, 호텔 두 동, 레저 센터, 그리고 상업 및 사업용 오피스텔 시설을 두고 있다.
2008년 10월 13일, 약 €180M짜리 신구장 건립 계획이 주 정부, 론 주 지방 의회, 리옹 광역시 정부, SYTRAL, 그리고 데신-샤르피외 시정부의 승인을 통과하면서 리옹 시 공동체로부터 €60M에서 €80M의 예산을 지원받았다. 그러나, 발표 후, 구단의 신구장 착공 계획은 더딘 행정 절차, 정치적 이해관계, 그리고 경기장 신축은 재정이나 환경적이나 사회적으로 데신의 납세자들에게 비합리적이라는 다수의 반대 의견으로 인해 지연되었다. 경기장의 초기 공식 명칭은 빛의 경기장(Stade des Lumières)으로 제안되었다.
2009년 9월 22일, 프랑스의 레키프지는 프랑스 축구 연맹(FFF)이 OL 랑을 프랑스의 UEFA 유로 2016 유치를 위한 12 경기장 중 하나로 선정한 것으로 보도했다. FFF는 2009년 11월 11일에 리옹을 대회 본선을 치를 도시 중의 하나로 공식 선정하였다.
파르크 올랭피크 리요네의 개장식은 2016년 1월 9일에 진행되었다. 올랭피크 리옹은 신구장 개막 경기에서 알렉상드르 라카제트, 라시드 게잘, 조르당 페리, 그리고 클라우디오 보뷔의 연속골에 힘입어 트루아를 4-1로 완파했다.

### 갤러리

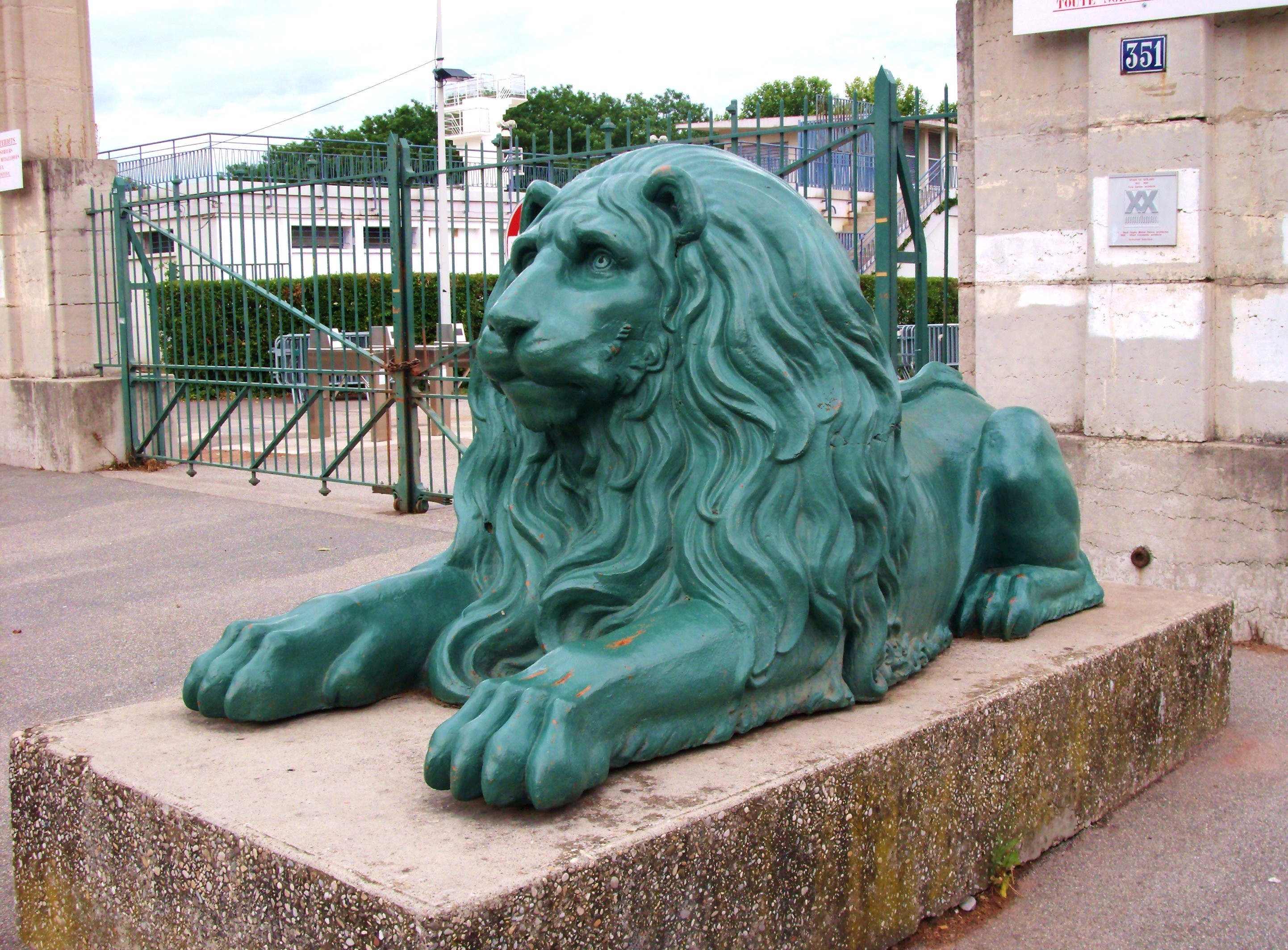
제를랑 경기장 정문을 지키는 두 사자 동상들 중 하나
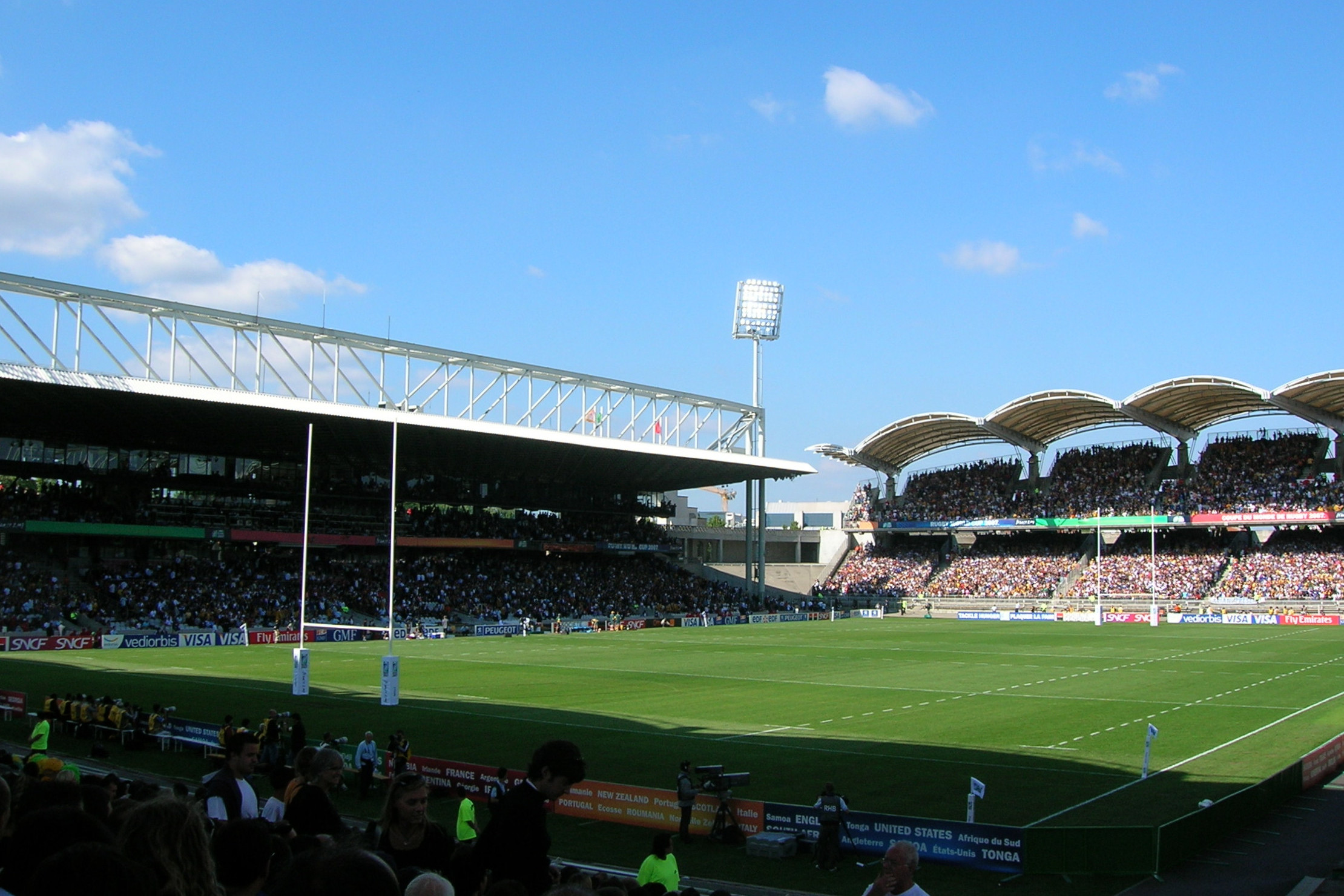
제를랑 경기장 내부
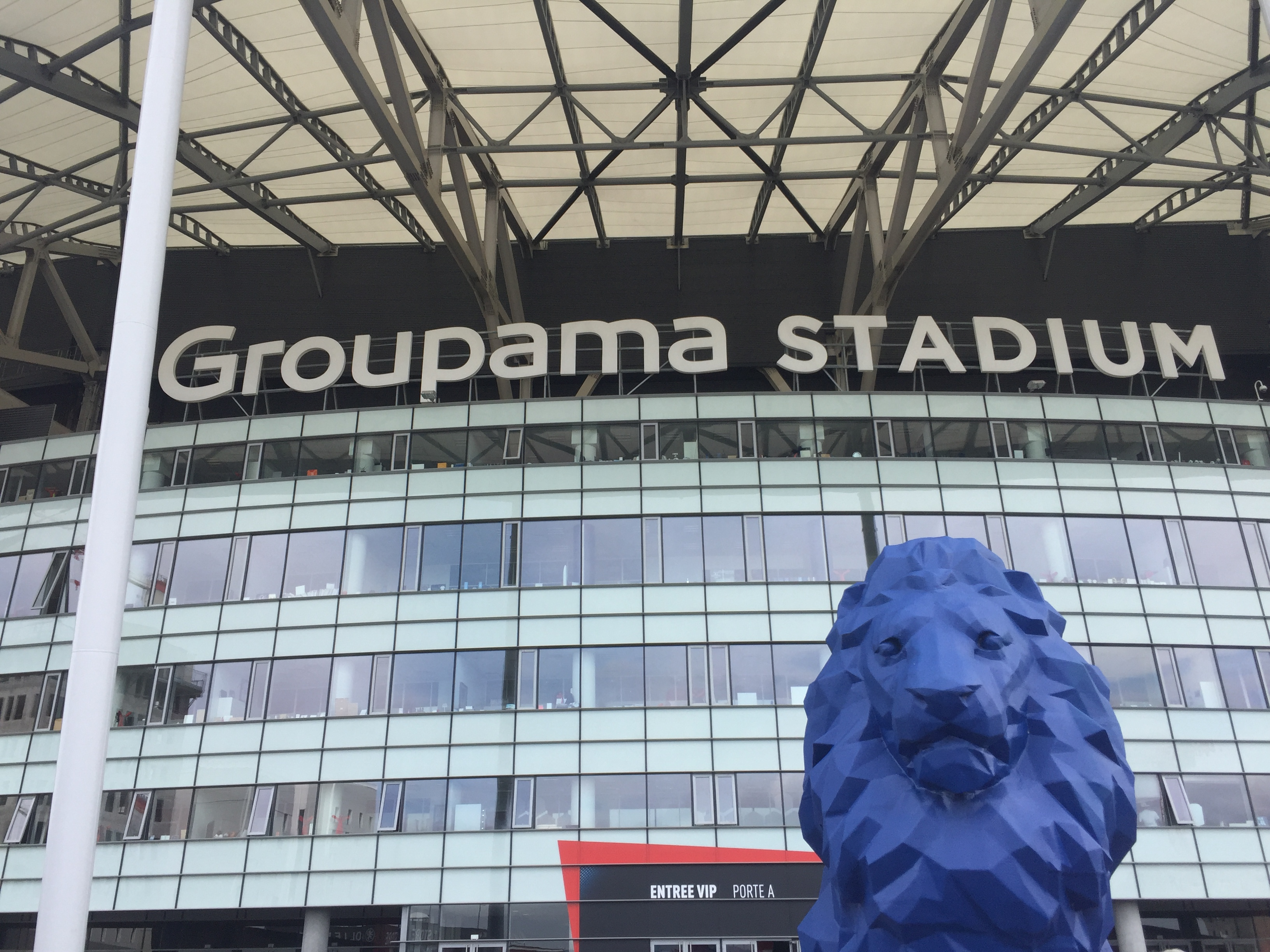
파르크 올랭피크 리요네의 외부

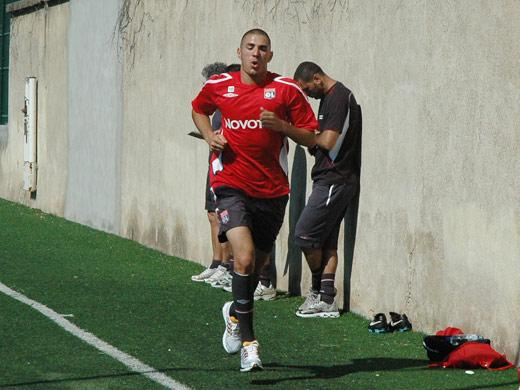
상트르 톨라 볼로주에서 훈련중인 카림 벤제마.

## 훈련장
상트르 톨라 볼로주는 2016년에 신구장으로 옮기기 전까지 구단의 훈련장이자이며 올랭피크 리옹의 구단 본부로 사용되었다. 이 시설은 리옹 시내에 있으며, 제를랑 경기장과 가까이 있다. 훈련 시설의 이름은 리옹 출신의 선수이자 제2차 세계 대전 도중에 게슈타포에게 희생당했던 아나톨 볼로주의 이름을 땄다. 이 시설은 수준 높은 훈련 시설로 알려져 있으며, 몇몇 기대주들이 이 곳의 유소년 훈련 시설에서 훈련을 받았다. 그들 중에는 카림 벤제마, 아템 벤 아르파, 시드네 고부, 알렉상드르 라카제트, 사뮈엘 윔티티, 그리고 뤼도비크 지울리 등이 있었다. 이 시설은 1군 선수들의 훈련 시설로 활용되었으며, 2군과 유소년부(유소년부는 남자부와 여자부 모두), 그리고 여자부의 안방 경기도 치렀는데, 모두 제를랑 경기 공원(Plaine des Jeux de Gerland)을 공용으로 사용했다. 장-프랑수아 뷔예가 현재 시설장을 역임하고 있다.
현재 남자부와 여자부 모두 데신샤르피외의 파르크 올랭피크 리요네가 개장하면서 그 인근의 시설에서 훈련하고 있다. 유소년부 또한 이웃 메이지외로 훈련장을 옮겼다.

## 유니폼 및 색상
구단의 창립 이래 고유 색상으로 흰색을 위주로 빨간색과 파란색을 보조 색상으로 사용했다. 구단의 창립 이래, 올랭피크 리옹은 상의, 하의, 양말이 모두 흰색인 유니폼을 입었다. 1955년부터, 리옹의 수뇌부는 유니폼의 하의를 파란색으로 바꾸고 상의에 빨간색과 파란색의 V 무늬를 넣기로 결정했다. 1961년, V무늬를 없애고 빨간색과 파란색의 줄무늬를 가로로 둘렀다. 6년 후, 구단은 유니폼을 본래의 흰 유니폼으로 되돌리고, 빨간색과 파란색 줄무늬는 놔두었지만, 방향을 바꿔 가슴 왼쪽에 세로로 그었다. 리옹은 1970-71 시즌을 기점으로 이 유니폼을 입었는데, 1975-76 시즌까지 유사한 디자인을 활용했다. 2002-03 시즌, 장-미셸 올라스 회장은 구단의 유니폼을 이 시기의 모습으로 돌려놓았다. 리옹은 매년 약간의 변화를 준 세로 줄무늬 유니폼을 착용했고, 7연패를 한 시기 중 6년을 이 유니폼을 입었었다.
1976년 구단은 유니폼을 획기적인 변화를 그만두고, 상의, 하의, 양말을 흰색으로 쓰지 않고 잉글랜드의 리버풀처럼 상의, 하의, 양말이 모두 빨간 유니폼을 사용했다. 리옹은 1989-90 시즌까지 붉은 유니폼을 입었는데, 1977-78 시즌과 1978-79 시즌은 예외적으로 감색 세로 줄무늬를 넣었지만, 별 재미를 보지 못했다. 1989-90 시즌 이후, 구단은 다시 상의, 하의, 양말의 색상을 흰색으로 바꾸었고, 1995-96 시즌을 앞두고 리옹은 다시 세로 줄무늬를 유니폼에 추가했는데, 이번에는 세로 줄무늬가 가슴 왼쪽이 아닌 중앙을 지나가도록 만들었다. 리옹은 가운데 줄무늬 유니폼을 2001-02 시즌까지 썼다. 2009-10 시즌, 리옹은 UEFA 챔피언스리그에서 빨강 파랑 가로 줄무늬 유니폼을 사용했다. 리옹은 원정 유니폼과 써드킷 색상으로 다양한 색상을 사용했는데, 빨간색, 감색, 연파란색, 검은색, 은색, 그리고 형광 노란색 등을 썼다.

## 협찬
2009년 8월 7일, 리옹은 독일 스포츠용품 회사 아디다스와 10년 계약했다고 발표했으며, 2010-11 시즌을 기점으로 계약에 따라 €5M을 깔고 제품 판매에 따른 로열티 비용도 추가적으로 지급받을 예정이었다.
2008-09 시즌을 기점으로 리옹은 장기간 협찬을 받았던 프랑스의 아코르와 르노트럭과 결별하였다. 2009년 7월 22일, 파리에 본사를 둔 베트클리크 도박사와 계약하여 유니폼에 광고하게 되었다. 온라인 도박을 금지하는 프랑스의 법에 따라 리옹은 베트클리크 로고가 새겨진 유니폼을 입을 수 없었다. 르 망과의 리그 첫 경기를 앞두고, 프랑스 프로축구연맹(LFP)은 베트클리크 협찬사가 붙은 유니폼의 사용을 불허했는데, 이 유니폼을 입으면 승점을 삭감할 것이라고 경고했다. 리옹은 르 망이 자국 경기에서 협찬사가 지워진 유니폼을 입었기에 경고를 수락하였다. 대신, 리옹은 베트클리크 협찬사가 붙은 유니폼을 프랑스 밖의 원정 경기에서 입었다. 2009년 8월 25일, 리옹은 벨기에의 안데를레흐트를 상대로 한 UEFA 챔피언스리그 원정 경기에서 협찬사가 붙은 유니폼을 처음으로 공개했다. 2010년 1월 15일, 리옹은 일본의 비디오게임 회사 소니 인터랙티브 엔터테인먼트와 협찬 계약을 맺고 플레이스테이션 로고를 유니폼 정면에 부착했다. 이 계약은 2009-10 시즌 말까지 유효했다. 2010년 프랑스의 온라인 도박 광고 금지법이 폐지되면서, 리옹은 베트클리크 협찬사 로고가 붙은 유니폼을 자국에서 열린 경기에서도 입게 되었다. 2012년 8월, 구단은 대한민국의 자동차 제작사 현대와 2년 계약을 맺고 2012-13 시즌부터 리그 1 경기에서 베트클리크를 대신에 유니폼 정면에 광고하게 되었다.
그 외의 협찬사로는 LG, APICIL, 그리고 MDA 엘레크트로메나제르 등이 있다. 쿠프 드 프랑스 경기에서, 리옹은 프랑스 축구 연맹(FFF)의 협찬사인 SFR 케스 데파라뉴, 그리고 피치가 붙은 유니폼을 입기도 했다. 쿠프 드 라 리그에서는 유니폼 정면에 프랑스 프로축구연맹의 협찬사인 스피디 트라이앵글 로고가 붙은 유니폼을 입었다.

## 유니폼 제작사와 협찬사

### 유니폼 제작사
- 1984–93: 뒤아리그
- 1993–98: 나이키
- 1998–03: 아디다스
- 2003–10: 엄브로
- 2010–현재: 아디다스

### 유니폼 협찬사
- 1984–89: 지로디 아피샤주
- 1989–91: 르69
- 1991–92: 제니스 데이터시스템, 카날플뤼
- 1992–93: 지로디, 캉디아
- 1993–99: 소덱소, 쥐스탱 브리두
- 1999–01: 인포그램
- 2001–03: 콘티넨탈
- 2003–06: 르노트럭/LG
- 2006–09: 티켓 레스토랑/노보텔
- 2009–10: 플레이스테이션 3/쿨 신
- 2010–11: 베트클리크
- 2011–12: 에버레스트 포커/르노트럭/크레디 아그리콜
- 2012–20: 현대/베올리아 엔바이론먼트
- 2020– : 에미레이트

## 선수

### 현재 선수 명단
2025년 6월 11일 기준
참고: FIFA 자격 규정에 따라 소속된 국가대표팀 국기를 표시합니다. 선수는 복수의 FIFA 비회원국 국적을 가지고 있을 수 있습니다.
| 번호 | 포지션 | 국적         | 이름                       |
| ---- | ------ | ------------ | -------------------------- |
| 3    | DF     |              | 니콜라스 탈리아피코        |
| 4    | DF     | 코트디부아르 | 폴 아쿠오쿠                |
| 8    | MF     |              | 코랑탱 톨리소 (부주장)     |
| 10   | FW     |              | 알렉상드르 라카제트 (주장) |
| 11   | MF     |              | 말릭 포파나                |
| 20   | DF     |              | 사엘 쿰베디                |
| 21   | DF     |              | 엔히키                     |
| 22   | DF     | 앙골라       | 클린톤 마타                |
| 23   | MF     |              | 티아고 알마다              |
| 27   | DF     | 코모로       | 와르메드 오마리            |
| 31   | MF     | 세르비아     | 네마냐 마티치              |
| 37   | FW     | 가나         | 어니스트 누아마            |

| 번호 | 포지션 | 국적       | 이름                      |
| ---- | ------ | ---------- | ------------------------- |
| 55   | DF     | 크로아티아 | 두예 찰레타차르           |
| 98   | MF     | 잉글랜드   | 에인슬리 메이틀랜드나일스 |

### 영구 결번
참고: FIFA 자격 규정에 따라 소속된 국가대표팀 국기를 표시합니다. 선수는 복수의 FIFA 비회원국 국적을 가지고 있을 수 있습니다.
| 번호 | 포지션 | 국적 | 이름                               |
| ---- | ------ | ---- | ---------------------------------- |
| 16   | GK     |      | 루크 보레이 (사후 명예, 1998~1999) |

| 번호 | 포지션 | 국적   | 이름                                   |
| ---- | ------ | ------ | -------------------------------------- |
| 17   | MF     | 카메룬 | 마르크비비앙 푀 (사후 명예, 2000~2003) |

## 역대 감독
| 감독            | 임기        |
| --------------- | ----------- |
| 에메 자케       | 1976 ~ 1980 |
| 장 티가나       | 1993 ~ 1995 |
| 베르나르 라콩브 | 1996 ~ 2000 |
| 뤼디 가르시아   | 2019 ~ 2021 |
| 페터르 보스     | 2021 ~ 2022 |
| 로랑 블랑       | 2022 ~ 2023 |
| 파비오 그로소   | 2023        |

## 우승 기록

### 국내 대회
- 리그 1

우승 (7회): 2001-02, 2002-03, 2003-04, 2004-05, 2005-06, 2006-07, 2007-08
- 리그 2

우승 (5회): 1950-51, 1953-54, 1988-89
- 트로페 데 샹피옹

우승 (8회): 1973, 2002, 2003, 2004, 2005, 2006, 2007, 2012
- 쿠프 드 프랑스

우승 (5회): 1964, 1967, 1973, 2008, 2012
- 쿠프 드 라 리그

우승 (1회): 2001

### 국제 대회
- UEFA 인터토토컵

우승 (1회): 1997
- 피스컵

우승 (1회): 2007